# RemaxAsia Expo
RemaxAsia Expo (chinês simplificado: 中国（珠海）国际打印耗材展览会）é uma exibição anual para a indústria de impressão de computador organizada pelo Concelho Chinês para a Promoção de Troca Internacional (CCPIT) de Zhuhai e Recycling Times Media Corporation. Desde a criação em 2007, é organizado no Centro de Exibição de Aviação e Aeroespaço Internacional da China em Zhuhai, o ponto central de manufacturação de abastecimentos para impressoras maior do mundo.

## Produtos em exibição
Fitas, cartuchos de tinta, cartuchos de toner; componentes incluindo tinta, toners, chips, baterias de Condutor de Foto Óptica (OPC), rolamentos magnéticos, lâminas de doutor; produção e teste de equipamento; papéis de tinta a jacto, papéis de cópia, papéis de transferência térmica e outros papéis especiais; partes de impressora e copiadora, componentes e serviços como tecnologia, informação, software, sistemas IT, treino, e média relacionada à indústria de consumidores de impressoras.

## Eventos

### 2007
A RemaxAsia Expo 2007 foi realizada de 28 de Junho de 2007 a 30 de Junho de 2007 em Zhuhai.

### 2008
A RemaxAsia Expo 2008 aconteceu de 19 de Junho até 21 de Junho de 2008 em Zhuhai.

### 2009
A RemaxAsia Expo 2009 foi organizada entre 14 de Outubro e 16 de Outubro de 2009, no Centro de Exibição de Aviação e Aeroespaço Internacional da China.

### 2010
A RemaxAsia Expo 2010 aconteceu de 26 de setembro até 28 de setembro de 2010.

### 2011
A RemaxAsia Expo 2011 foi organizada entre 13 de Outubro e 15 de Outubro no Centro de Airshow em Zhuhai, China. Passou o recorde de participações com 9893 visitantes que procuravam abastecimentos de impressão de computadores.

### 2012
A RemaxAsia Expo 2012 foi realizada de 24 de setembro de 2012 a 26 de setembro de 2012.